# Summit Audio
Summit Audio — американская компания, основанная в 1979 году, которая занимается производством профессионального аудиооборудования.
Компания находится в Калифорнии, США. Основанная в 1979 году, компания изначально являлась брокером для высококачественного звукового оборудования. Со временем владелец Summit Audio Майк Папп решил заняться производством собственных продуктов, чтобы удовлетворить спрос заказчиков, которые искали оборудование с «тёплым» ламповым звучанием, но при этом собранное из современных компонентов, обеспечивающих высокую надёжность. Выпускаемые продукты хорошо зарекомендовали себя и у компании сложилась стойкая репутация на рынке.
Позже Майк Папп сотрудничал с Рупертом Нивом, английским инженером, основавшим компанию Neve Electronics. Папп и Нив создали линейку твердотельных продуктов, объединявших аналоговые сигналы и цифровое дистанционное управление. В их числе предусилитель TD100 и ламповый компрессор TLA50, ставшие примерами высококачественного, но при этом доступного звукового оборудования.